# オオカミうお
オオカミうお（おおかみうお、6月12日 - ）は、日本の漫画家。男性。主に成人向け漫画を執筆している。

## 作品リスト

### 成人向け漫画
1. 『ろり☆がぶぅ♡』 2009年10月27日発売[3]、茜新社〈TENMACOMICS LO #073〉、ISBN 978-4-86349-104-5
2. 『ロリもぐもぐ！』 2011年3月25日発売[4]、茜新社〈TENMACOMICS LO #102〉、ISBN 978-4-86349-215-8
3. 『【個人撮影】JSJC撮ってみた』 2014年12月26日発売[5]、茜新社〈TENMACOMICS LO #168〉、ISBN 978-4-86349-470-1
4. 『【流出】JSJCナイショの事案』 2016年10月28日発売[6]、茜新社〈TENMACOMICS LO #204〉、ISBN 978-4-86349-590-6
5. 『ふくらみかけの見せたがり願望』 2019年8月28日発売[7]、茜新社〈TENMACOMICS LO #257〉、ISBN 978-4-86349-784-9
6. 『追跡！親も知らない少女達の放課後お仕事体験』 2022年5月27日発売[8]、茜新社〈TENMACOMICS LO〉、ISBN 978-4-86349-902-7

### 一般向け漫画
- 『チロリン堂の夏休み』 講談社〈シリウスKC〉、全3巻
  1. 2012年4月9日発売[9]、ISBN 978-4-06-376331-7
  2. 2012年10月9日発売[10]、ISBN 978-4-06-376357-7
  3. 2013年8月9日発売[11]、ISBN 978-4-06-376415-4